# Eloeophila verralli
Eloeophila verralli là một loài ruồi trong họ Limoniidae. Chúng phân bố ở miền Cổ bắc.